# Gosławice
Gosławice [pronunciación en polaco: /ɡɔswaˈvit͡sɛ/] es un pueblo en el distrito administrativo de Gmina Kodrąb, dentro del Distrito de Radomsko, Voivodato de Łódź, en Polonia central. Se encuentra aproximadamente 5 kilómetros al oeste de Kodrąb, 9 kilómetros al noreste de Radomsko, y 76 kilómetros al sur de la capital regional, Łódź.